# TW Piscis Austrini
TW Piscis Austrini (TW PsA / Gliese 879 / HD 216803 / HR 8721) es una estrella a 24,9 años luz de distancia de la Tierra en la constelación de Piscis Austrinus. Visualmente se localiza al sureste de Fomalhaut (α Piscis Austrini).
TW Piscis Austrini es una enana naranja de tipo espectral K4-5Vpe catalogada como una estrella variable, figurando en unos catálogos como estrella fulgurante y en otros como variable BY Draconis. Su magnitud aparente varía entre +6,44 y +6,51 en un período de 10,3 días. Más pequeña y tenue que el Sol, TW Piscis Austrini tiene el 81 % de la masa solar, siendo su diámetro entre el 76 y el 85 % del solar. En el espectro visible, su luminosidad es solo el 12-13 % de la que tiene el Sol. Puede ser una estrella muy joven, de solo 200 millones de años de edad.
Situada a solo 0,9 años luz de Fomalhaut, ambas estrellas comparten movimiento común a través del espacio. Gliese 884 es la segunda estrella más próxima a TW Piscis Austrini, a 4,4 años luz.